# Engels (thành phố)
Engels (thành phố) (tiếng Nga: Энгельс) là một thành phố Nga. Thành phố này thuộc chủ thể Saratov Oblast. Thành phố có dân số 193.984 người (theo điều tra dân số năm 2002. Đây là thành phố lớn thứ 95 của Nga theo dân số năm 2002.